# Tenocyklidyna
Tenocyklidyna (TCP) – organiczny związek chemiczny, anestetyk dysocjacyjny o działaniu psychoaktywnym. Efekty działania TCP są bardzo zbliżone do PCP, lecz silniejsze w przeliczeniu na dawkę i bardziej pobudzające, ze względu na trochę inny mechanizm działania, m.in. poprzez dość silną inhibicję zwrotnego wychwytu dopaminy. TCP wykazuje także silniejsze powinowactwo do receptora NMDA i słabsze do receptorów sigma. Tenocyklidyna nigdy nie zdobyła popularności jako rekreacyjny dysocjant i jest mało znana.